# Taiwan News
Taiwan News (en chinois traditionnel : 台灣英文新聞 ; pinyin : Táiwān Yīngwén Xīnwén ; litt. « Taiwan News en langue anglaise ») est un quotidien taïwanais de langue anglaise, fondé en 1949 sous le nom China News (en chinois traditionnel : 英文中國日報 ; pinyin : Yīngwén Zhōngguó Rìbào ; litt. « China Daily en langue anglaise »).

## Histoire
China News est fondé en 1949 par James Wei (en) ; il est alors le premier journal publié à Taïwan en langue anglaise.
Pendant environ 40 ans, China News et le China Post seront les seuls quotidiens anglophones à Taïwan, jusqu'à l'implantation de journaux étrangers comme l'Asian Wall Street Journal (en) et l'International Herald Tribune, ainsi que la création au niveau national du Taipei Times en 1999.
À sa création, le journal paraît l'après-midi, lui permettant d'être plus réactif concernant l'actualité internationale. De ce fait, il se démarque également par rapport au China Post. Il est ensuite publié le matin à partir de 1988, afin de se calquer aux mœurs des lecteurs matinaux.
En 1997, le journal est racheté par l'entreprise agroalimentaire I-Mei Foods (en). Étant donné la forte identité nationale qui règne chez cette dernière, China News devient Taiwan News en 1999. Ce changement d'identité fait également écho aux mesures prises pour contrer la concurrence des autres quotidiens anglophones distribués à Taïwan,.
L'édition papier est abandonnée le 1er mars 2015, se concentrant désormais sur son site web, bilingue en anglais et en chinois.

## Ligne éditoriale
Son slogan est « Voice of the people, bridge to the world ».
Étant donné son appartenance au groupe I-Mei Foods (en), sa ligne éditoriale est plutôt en faveur de la coalition pan-verte[réf. souhaitée].